# Élections municipales de 1960 à Montréal
Les élections municipales de 1960 à Montréal se déroulent le 24 octobre 1960. Le maire sortant, Sarto Fournier, est défait par Jean Drapeau qui remporte 52,85% des voix et une majorité de conseillers. Drapeau gagne également le vote pour maire dans tous les districts, sauf les districts 3 et 4, ce qui correspond aujourd'hui au quartier de Côte-des-Neiges–Notre-Dame-de-Grâce. Un réferendum sur l'abolition des conseillers de type "C" sera mis au vote en même temps que l'élection municipale, l'abolition réduirait le nombre de conseillers à 66. L'option "pour" remportera avec 80,54% des suffrages.

## Candidats
Cinq candidats se présentent à la mairie. Voici un apercu de leurs programmes.

### Maître Jean Drapeau

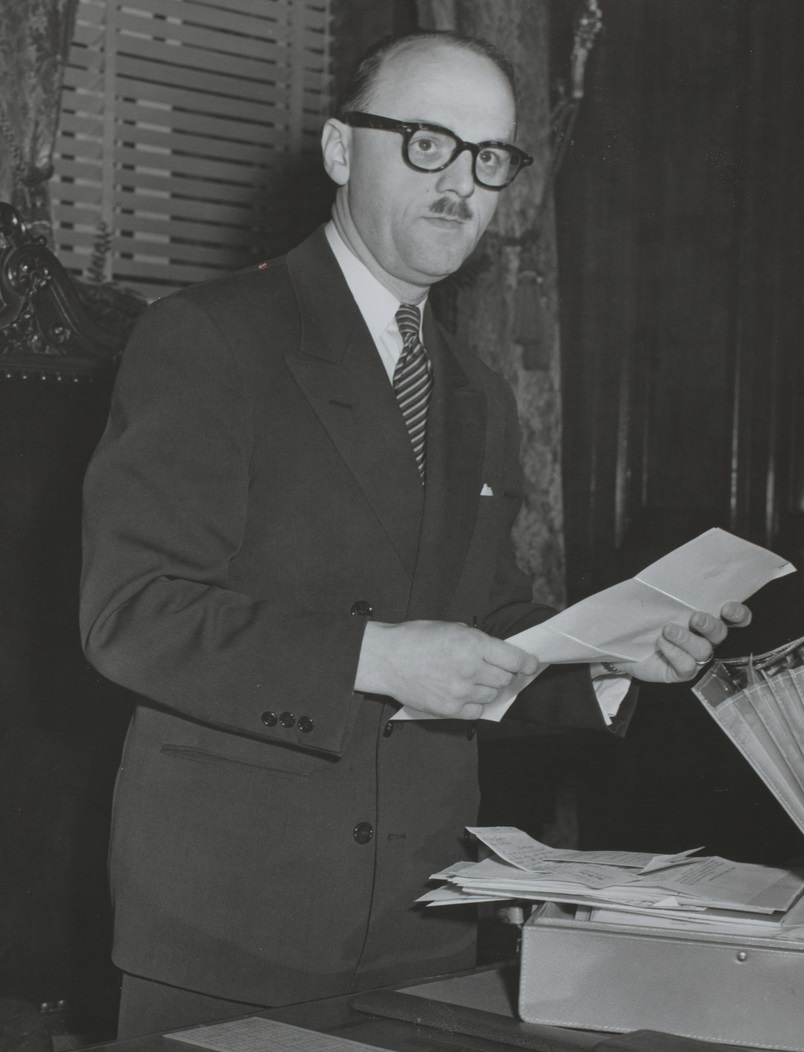
Jean Drapeau en 1954, l'année de sa première élection à la mairie de Montréal

Cet ancien maire de Montréal se présente pour le Parti civique, un parti politique qui existait seulement depuis quelques semaines. Il supporte notamment la construction du Métro de Montréal, de l'Autoroute Décarie, l'étabilissement de Société Radio-Canada dans l'ouest de la ville et la construction de plusieurs nouveaux logements dans le sud-ouest de Montréal.
Il supporte l'option pour l'abolition de la classe C de conseillers au réferendum.

### Sénateur Sarto Fournier
Élu maire à l'élection précédente, il cherche un deuxième mandat. Il ne fait pas partie d'un parti politique car il est opposé à l'existence de partis politiques municipaux. Il supporte notamment la construction du Métro de Montréal, l'investissement de 30 000 000 $ en 5 ans pour la construction de nouveaux stationnements et l'aménagement du parc Angrignon.
Durant son mandat comme maire de Montréal, il a soumis la candidature de Montréal pour organiser l'exposition universelle de 1967. Jean Drapeau travaillera fort pour l'organisation de cette exposition lorsqu'il sera élu.

### Lucien Tremblay
Lucien Tremblay propose notamment une réorganisation du service de police de Montréal, la fusion de toutes les villes faisant partie de l'Île de Montréal et la disparition de la taxe sur l'eau.

### Maître Ralph A. Cohen
Maître Ralph A. Cohen met grandement l'emphase sur la construction du Métro de Montréal, il promet que la construction commencera dans le 90 premiers jours de son mandat et ce sans hausses de taxes sur les citoyens de Montréal. Il supporte notamment aussi d'aménager 100 parcs de stationnement gratuits et de doubler le nombre de policiers.

### Docteur Gérard A. Tremblay
Le Docteur Gérard A. Tremblay supporte notamment la construction du Métro de Montréal, la réduction de la taxe d'eau et la création d'une loterie au profit des enfants déshérités, des vieillards et des hoptaux.
Il est également le candidat qui met le plus d'emphase sur la nécessité de la classe C de conseillers.

## Résultats

### Mairie
| Parti                             | Parti                             | Candidats                         | Voix    | %       |
| --------------------------------- | --------------------------------- | --------------------------------- | ------- | ------- |
|                                   | Parti civique                     | Jean Drapeau                      | 75 455  | 52,85   |
|                                   | Indépendant                       | Sarto Fournier (Sortant)          | 46 434  | 32,52   |
|                                   | Indépendant                       | Ralph A. Cohen                    | 9 829   | 6,88    |
|                                   | Indépendant                       | Lucien Tremblay                   | 7 900   | 5,53    |
|                                   | Indépendant                       | Gérard A. Tremblay                | 3 167   | 2,21    |
| Vote valides                      | Vote valides                      | Vote valides                      | 142 785 | NC      |
| Bulletins rejetés                 | Bulletins rejetés                 | Bulletins rejetés                 | NC      | NC      |
| Total                             | Total                             | Total                             | NC      | NC      |
| Abstention                        | Abstention                        | Abstention                        | NC      | NC      |
| Nombre d'inscrits / participation | Nombre d'inscrits / participation | Nombre d'inscrits / participation | 345 678 | 41,31 % |

### Réferendum
| Option            | Option            | Voix              | %     |    |
| ----------------- | ----------------- | ----------------- | ----- | -- |
|                   | Pour              | 119 219           | 80,54 |    |
|                   | Contre            | 28 811            | 19,46 |    |
| Vote valides      | Vote valides      | 148 030           | NC    |    |
| Bulletins rejetés | Bulletins rejetés | Bulletins rejetés | NC    | NC |
| Total             | Total             | Total             | NC    | NC |
| Abstention        | Abstention        | Abstention        | NC    | NC |

### Résultats par districts
Les trois candidats en première place dans chaque district sont élus. Au total, 44 candidats du Parti civique, 21 candidats indépendants et 1 candidat de l'Association de Réforme Municipale sont élus. Sur 66 conseillers sortants, 37 sont réélus

## Remplacement dans le District 3
Le 25 mai 1961, Gordon M. Pender, un conseiller indépendant de classe A du district 3 démissionne, il se fait remplacer par James N. Bellin le 28 juin 1961.